# Сан-Сабрія-да-Балялта
Сан-Сабрія-да-Балялта (Catalan pronunciation: [ˈsant ənˈdɾew ðə ʎəβəˈneɾəs]) —  муніципалітет у комарці Марезма в Барселоні (Каталонія) (Іспанія). Він розташований усередині країни від узбережжя, в долині річки Сан-Поль нижче хребта Монтегре. Місцева дорога з'єднує місто з Ареньс-де-Мунт і Сан-Поль-де-Мар.